# Bernard te Gempt

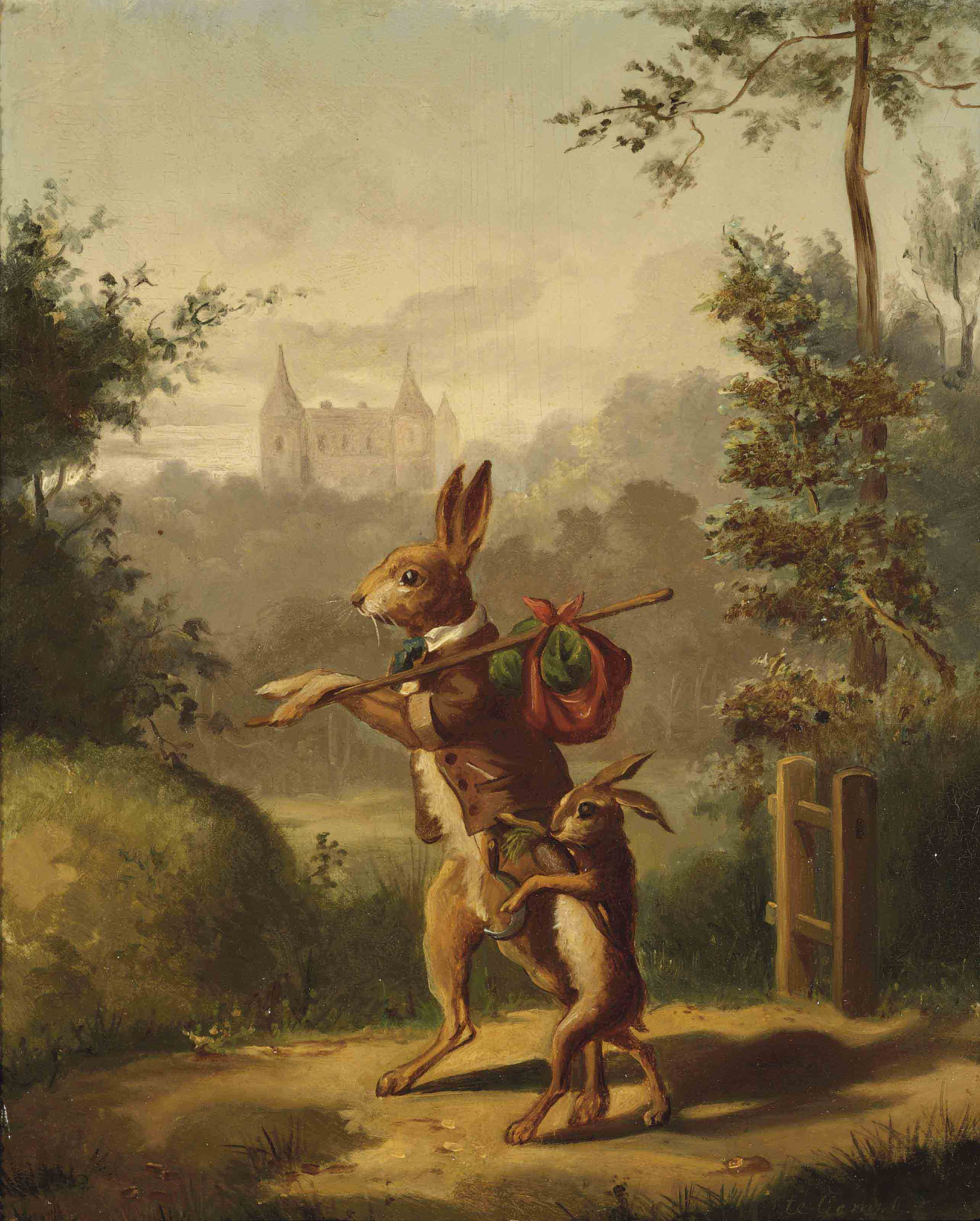
Zwei Hasen mit dem Rucksack

Bernard te Gempt (* 25. April 1826 in Batenburg; † 4. Januar 1879 in Amsterdam) war ein niederländischer Tiermaler.
Seine Eltern wollten ihn zum Geistlichen, dann zum Kaufmann ausbilden. Bernard te Gempt studierte jedoch privat bei Johannes Franciscus Christ (1790–1845) in Nijmegen und ab 1850 an der Koninklijke Akademie van Beeldende Kunsten in Amsterdam bei Johan Willem Pieneman und Nicolaas Pieneman. Vor 1846 hielt er sich in Düsseldorf auf.
Nach dem Studium widmete er sich fast ausschließlich der Tiermalerei, einige seiner Werke haben eine humoristische Note. Er malte auch satirische Hundebilder, wie „Der Friedenskongress in Paris“ „Die Hundebittschrift“ und „Der Fliegenschnapper“. 
Dank dem königlichen Stipendium unternahm er Studienreisen durch Belgien, Frankreich, die Schweiz und Italien. Er wurde 1850 Mitglied der Königlichen Akademie.
Von 1865 bis 1867 war er gemeinsam mit Frederik Hendrik van Moorsel (1831–1901) als Fotograf im Atelier „Te Gempt & Van Moorsel“ tätig.
1872 zog er in das Dorf Hoedekenskerke in der Gemeinde Borsele und 1874 in das Dorf Kapelle (Zeeland). Bald kehrte er nach Amsterdam zurück. Er schied aus dem Leben durch Selbstmord.